# Le Dernier Messie
 (décembre 2023).
La mise en forme du texte ne suit pas les recommandations de Wikipédia : il faut le « wikifier ».
Les points d'amélioration suivants sont les cas les plus fréquents. Le détail des points à revoir est peut-être précisé sur la page de discussion.
- Les titres sont pré-formatés par le logiciel. Ils ne sont ni en capitales, ni en gras.
- Le texte ne doit pas être écrit en capitales (les noms de famille non plus), ni en gras, ni en italique, ni en « petit »…
- Le gras n'est utilisé que pour surligner le titre de l'article dans l'introduction, une seule fois.
- L'italique est rarement utilisé : mots en langue étrangère, titres d'œuvres, noms de bateaux, etc.
- Les citations ne sont pas en italique mais en corps de texte normal. Elles sont entourées par des guillemets français : « et ».
- Les listes à puces sont à éviter, des paragraphes rédigés étant largement préférés. Les tableaux sont à réserver à la présentation de données structurées (résultats, etc.).
- Les appels de note de bas de page (petits chiffres en exposant, introduits par l'outil «  Source ») sont à placer entre la fin de phrase et le point final[comme ça].
- Les liens internes (vers d'autres articles de Wikipédia) sont à choisir avec parcimonie. Créez des liens vers des articles approfondissant le sujet. Les termes génériques sans rapport avec le sujet sont à éviter, ainsi que les répétitions de liens vers un même terme.
- Les liens externes sont à placer uniquement dans une section « Liens externes », à la fin de l'article. Ces liens sont à choisir avec parcimonie suivant les règles définies. Si un lien sert de source à l'article, son insertion dans le texte est à faire par les notes de bas de page.
- La présentation des références doit suivre les conventions bibliographiques. Il est recommandé d'utiliser les modèles {{Ouvrage}}, {{Chapitre}}, {{Article}}, {{Lien web}} et/ou {{Bibliographie}}. Le mode d'édition visuel peut mettre en forme automatiquement les références.
- Insérer une infobox (cadre d'informations à droite) n'est pas obligatoire pour parachever la mise en page.

Pour une aide détaillée, merci de consulter Aide:Wikification.
Si vous pensez que ces points ont été résolus, vous pouvez retirer ce bandeau et améliorer la mise en forme d'un autre article.
 (décembre 2023).
 (juillet 2025).
Motif : Concernant la personne qui a créé la page, celle-ci a au total 7 contributions sur WP en français, dont 2 contributions relatives à sa page utilisateur. Concernant l'acceptabilité de la page, je constate que la page en anglais, dont la version francophone est la traduction, contient aussi peu de sources que les autres versions sur divers interwikis, la source principale étant « Philosophy Now », titre qui laisse penser à une revue confidentielle. La page sur l'interwiki norvégien (s'agissant d'une œuvre d'un philosophe norvégien) est pitoyable. On aimerait connaître la notoriété de cet essai justifiant une page sur WP.
- Archive Wikiwix
- Bing
- Cairn
- DuckDuckGo
- E. Universalis
- Gallica
- Google
- G. Books
- G. News
- G. Scholar
- Persée
- Qwant
- (zh) Baidu
- (ru) Yandex
- (wd) trouver des œuvres sur Wikidata

| 1. | Préciser le motif de la pose du bandeau. | Précisez le motif de la pose du bandeau en utilisant la syntaxe suivante : {{admissibilité à vérifier\|date=juillet 2025\|motif=remplacez ce texte par le motif}}                      |
| 2. | Informer les utilisateurs concernés.     | Pensez à avertir le créateur de l'article, par exemple, en insérant le code ci-dessous sur sa page de discussion : {{subst:avertissement admissibilité à vérifier\|Le Dernier Messie}} |

Pour the song by Hawkwind, voir Church of Hawkwind.
Le Dernier Messie ( norvégien : "Den sidste Messias"  </link> ) est un essai de 1933 du philosophe norvégien Peter Wessel Zapffe. L'une de ses œuvres les plus significatives, cet essai d'environ 10 pages sera plus tard développé dans le livre de Zapffe, Sur le tragique et, en tant que théorie, décrit une réinterprétation de l'Übermensch de Friedrich Nietzsche. Zapffe croyait que la crise existentielle ou l'angoisse de l'humanité était le résultat d'un intellect trop évolué et que les gens surmontaient ce problème en « limitant artificiellement le contenu de la conscience ».

## La condition humaine
Zapffe considère la condition humaine comme tragiquement surdéveloppée, la qualifiant de « paradoxe biologique, d'abomination, d' absurdité, d'exagération d'une nature désastreuse ». Zapffe considérait le monde comme au-delà du besoin de sens de l'humanité, incapable de fournir aucune des réponses aux questions existentielles fondamentales.

« La tragédie d'une espèce qui devient inapte à la vie en développant excessivement une capacité n'est pas limitée à l'humanité. C'est ainsi que l'on pense, par exemple, que certains cerfs des temps paléontologiques ont succombé à l'acquisition de cornes trop lourdes. Les mutations doivent être considérées comme aveugles, elles fonctionnent, sont lancées, sans aucun contact d'intérêt avec leur environnement.
Dans les états dépressifs, l'esprit peut se voir dans l'image d'une telle ramure, dans toute sa splendeur fantastique, clouant son porteur au sol. »

— Peter Wessel Zapffe, The Last Messiah
Tout au long de l'essai, Zapffe fait allusion à Nietzsche, « l'exemple type de voir trop pour être sain d'esprit ».
Après avoir placé la source de l'angoisse dans l'intellect humain, Zapffe a ensuite cherché à comprendre pourquoi l'humanité ne périssait tout simplement pas. Il a conclu que l'humanité « effectue, pour reprendre une expression bien établie, une répression plus ou moins consciente de son surplus dommageable de conscience » et que c'est « une exigence de l'adaptabilité sociale et de tout ce que l'on appelle communément une vie saine et normale ». Il a fourni quatre mécanismes de défense définis qui permettaient à un individu de surmonter son fardeau intellectuel.

## Remèdes contre la panique
- L’isolement est la première méthode notée par Zapffe. Il est défini comme « un rejet totalement arbitraire de la conscience de toute pensée et sentiment dérangeant et destructeur ». Il cite en exemple "Il ne faut pas réfléchir, c'est juste déroutant"[1].
- L'ancrage, selon Zapffe, est la « fixation de points à l'intérieur, ou la construction de murs autour, de la mêlée liquide de la conscience ». Le mécanisme d’ancrage fournit aux individus une valeur ou un idéal qui leur permet de concentrer leur attention de manière cohérente. Zapffe a comparé ce mécanisme au concept du mensonge de vie du dramaturge norvégien Henrik Ibsen dans la pièce The Wild Duck, où la famille a atteint un modus vivendi tolérable en ignorant les squelettes et en permettant à chaque membre de vivre dans son propre monde de rêve. . Zapffe a également appliqué le principe d'ancrage à la société et a déclaré que « Dieu, l'Église, l'État, la moralité, le destin, les lois de la vie, le peuple, l'avenir » sont tous des exemples de firmaments d'ancrage primaires collectifs. Il a noté des failles dans la capacité du principe à aborder correctement la condition humaine et a mis en garde contre le désespoir provoqué par la découverte que le mécanisme d'ancrage d'une personne était faux. Un autre inconvénient de l’ancrage est le conflit entre des mécanismes d’ancrage contradictoires, qui, selon Zapffe, mèneront au nihilisme destructeur[1].
- La distraction, c'est quand « on limite l'attention aux limites critiques en la captivant constamment par des impressions »[1]. La distraction concentre toute son énergie sur une tâche ou une idée pour empêcher l'esprit de se replier sur lui-même.
- La sublimation est le recentrage de l’énergie des débouchés négatifs vers les débouchés positifs.

« Grâce à des dons stylistiques ou artistiques, la douleur même de la vie peut parfois être transformée en expériences précieuses. Les impulsions positives s'emparent du mal et le mettent au service de leurs propres fins, en s'attachant à ses aspects picturaux, dramatiques, héroïques, lyriques ou même comiques..... Pour écrire une tragédie, il faut en quelque sorte s'affranchir - trahir - le sentiment même de la tragédie et l'envisager d'un point de vue extérieur, par exemple esthétique. C'est d'ailleurs l'occasion d'effectuer les plus folles pirouettes en passant par des niveaux d'ironie de plus en plus élevés, jusqu'au cirque vitiosus le plus embarrassant qui soit. On peut y poursuivre son ego à travers de nombreux habitats, en profitant de la capacité des différentes couches de conscience à se dissiper l'une l'autre.
Le présent essai est une tentative typique de sublimation. L'auteur ne souffre pas, il remplit des pages et va être publié dans une revue. »

— Peter Wessel Zapffe, The Last Messiah

## Le dernier messie
Zapffe a conclu que "Tant que l'humanité continuera imprudemment dans l'illusion fatidique d'être biologiquement destinée au triomphe, rien d'essentiel ne changera." L’humanité sera de plus en plus désespérée jusqu’à l’arrivée du « dernier messie », « l’homme qui, comme le premier, a osé mettre son âme à nu et la soumettre vivante à la pensée la plus profonde du lignage, à l’idée même de malheur. qui a pénétré la vie et son fondement cosmique, et dont la douleur est la douleur collective de la Terre. »  Zapffe compare son messie à Moïse, mais rejette finalement le précepte de « soyez féconds, multipliez-vous et remplissez la terre », en disant « Connaissez-vous vous-mêmes – soyez stérile et que la terre se taise après vous ».

## Influence
Dans son livre La Conspiration contre la race humaine, l'écrivain d'horreur et philosophe Thomas Ligotti fait fréquemment référence au « Dernier Messie » et cite des sections de l'essai, utilisant le travail de Zapffe comme exemple de pessimisme philosophique.

## Voir également
- Antinatalisme
- Nihilisme
- Pessimisme philosophique